# Blažim (Neveklov)
Blažim (Duits: Blaschim) is een Tsjechische plaats in de gemeente Neveklov, regio Midden-Bohemen, en maakt deel uit van het district Benešov. Het dorp ligt op 7 kilometer afstand van Neveklov.
Blažim telt 50 inwoners (2021).

## Etymologie
De naam van het dorp betekend Blažims hof. In historische bronnen komen de volgende naamsvermeldingen voor: Blasin (1000, 1205), Blaslim (1310), Blazim (1388), de Blassim en de Blazim (1398), de Blazima (1405), Blasín (1421), z Blažima (1434), Dlazim (1522), w Blazymj (1527), Blazim (1539), Blažim (1563), ke vsem Dlazimi (1578), Blažim (1654) en Blažim of Blažin (1849).

## Geschiedenis
De eerste schriftelijke vermelding van het dorp dateert van het jaar 1000.
Tijdens de Tweede Wereldoorlog was het dorp onderdeel van het SS-oefenterrein Benešov. Hierdoor moesten de inwoners op 31 december 1943 hun huizen noodgedwongen verlaten. Sinds 1945 is Blažim volledig ondergebracht bij het district Benešov.

## Verkeer en vervoer

### Autowegen
Er leidt een regionale weg naar het dorp.

### Spoorlijnen
Er is geen station in Blažim. Het dichtstbijzijnde station is in Bystřice, op zo'n negentien kilometer afstand. Dat station ligt aan spoorlijn 220 van Praag naar Tábor.

### Buslijnen
Er zijn twee bushaltes in/bij het dorp:
| Halte                           | Lijn(en) | Traject(en)      | Vervoerder(s) |
| ------------------------------- | -------- | ---------------- | ------------- |
| Neveklov, Blažim                | 755      | Benešov - Rabyně | CŠAD Benešov  |
| Neveklov, Blažim, Rozchod Chlum | 755      | Benešov - Rabyně | CŠAD Benešov  |

## Bezienswaardigheden
- Dorpskapel

## Galerij

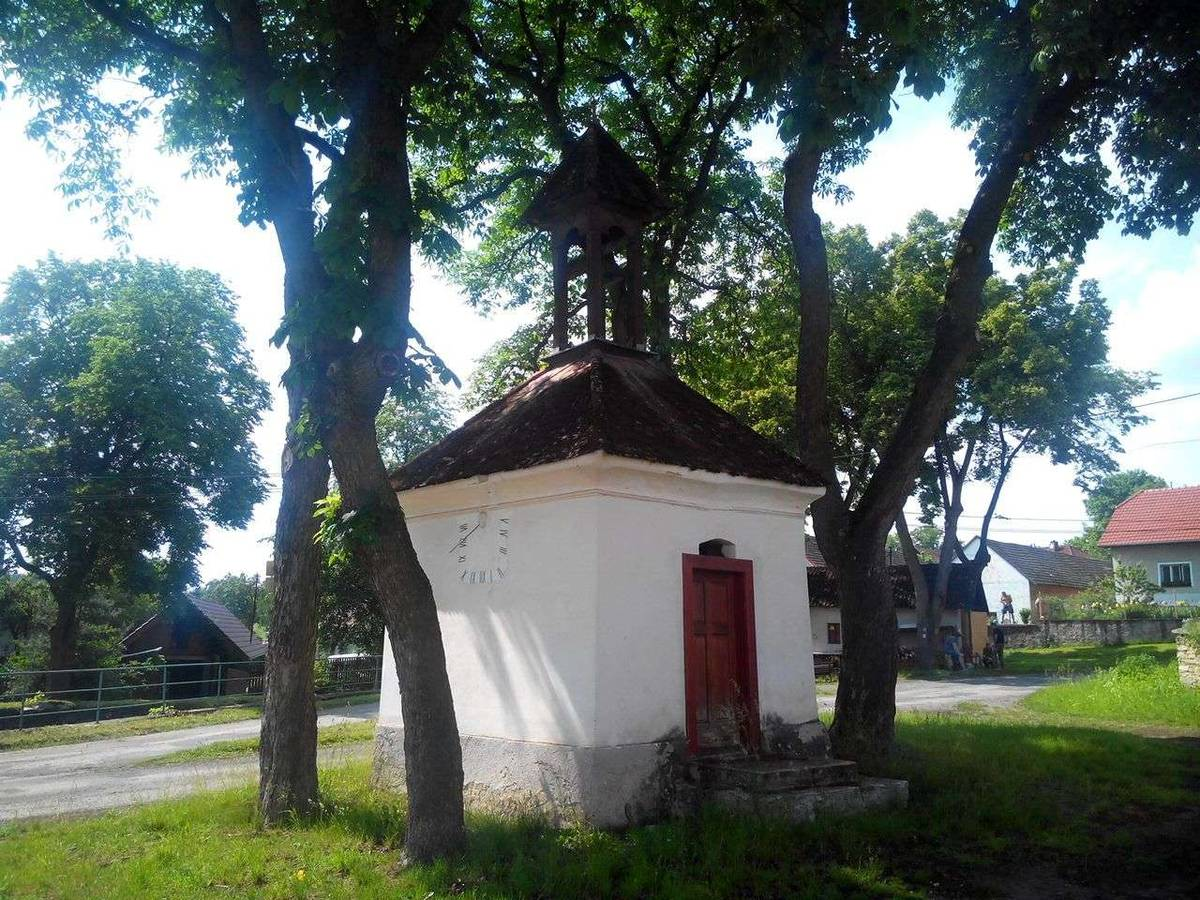
Dorpskapel (2021)
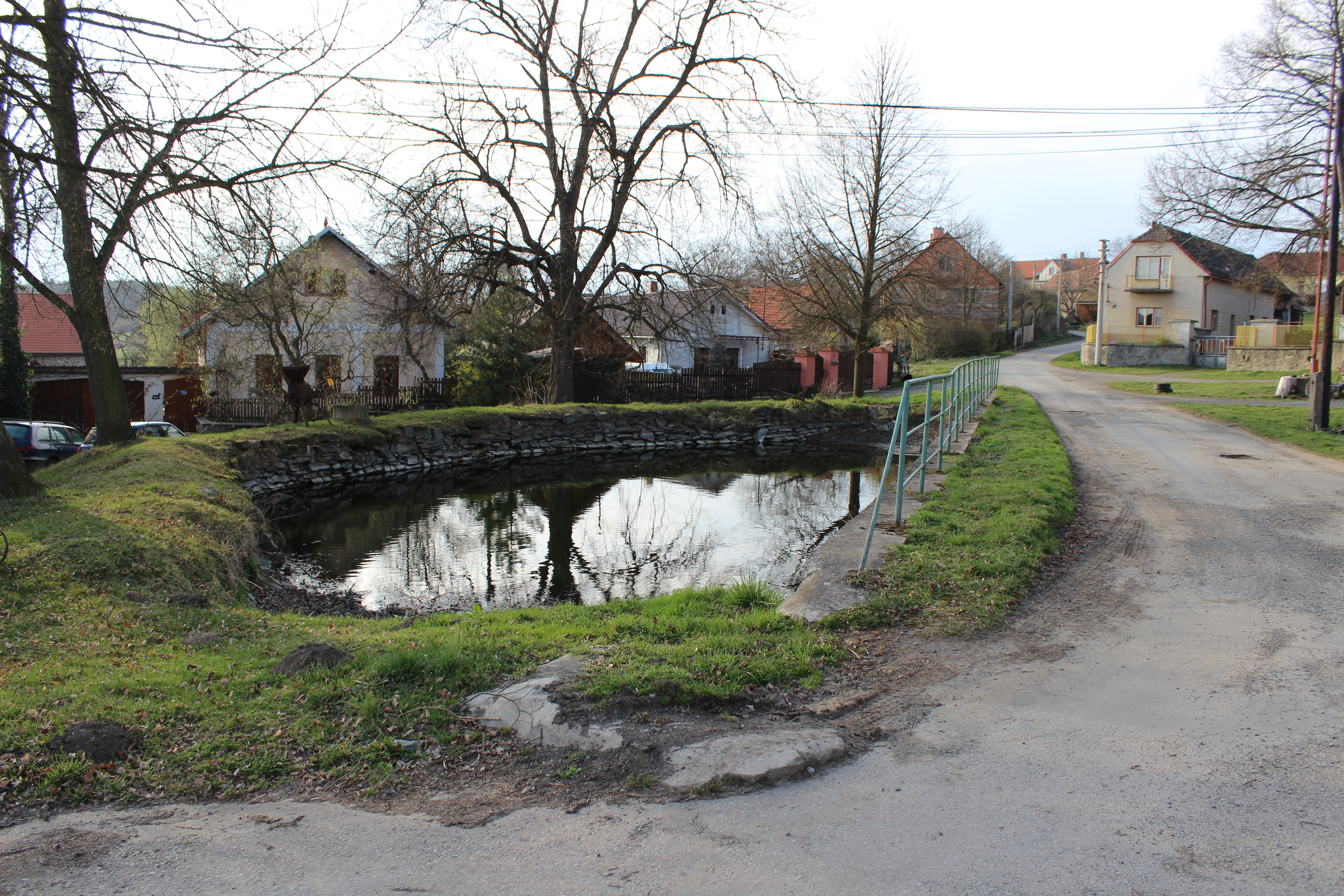
Dorpsvijver (2014)
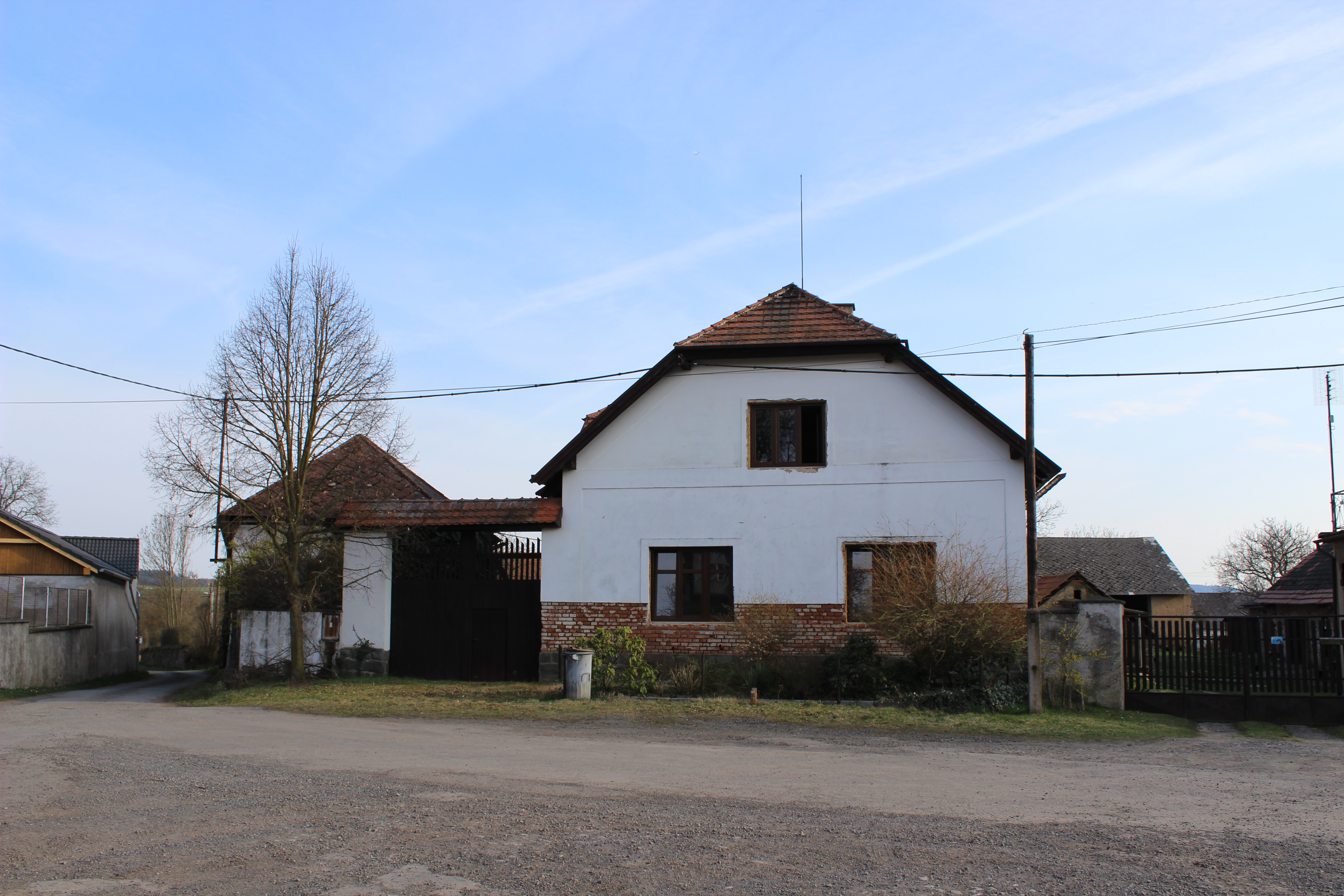
Huis in het dorp (2014)